# RAD51
RAD51 (англ. RAD51 recombinase) – білок, який кодується однойменним геном, розташованим у людей на короткому плечі 15-ї хромосоми. Довжина поліпептидного ланцюга білка становить 339 амінокислот, а молекулярна маса — 36 966.
| 10         |  | 20         |  | 30         |  | 40         |  | 50         |
| ---------- |  | ---------- |  | ---------- |  | ---------- |  | ---------- |
| MAMQMQLEAN |  | ADTSVEEESF |  | GPQPISRLEQ |  | CGINANDVKK |  | LEEAGFHTVE |
| AVAYAPKKEL |  | INIKGISEAK |  | ADKILAEAAK |  | LVPMGFTTAT |  | EFHQRRSEII |
| QITTGSKELD |  | KLLQGGIETG |  | SITEMFGEFR |  | TGKTQICHTL |  | AVTCQLPIDR |
| GGGEGKAMYI |  | DTEGTFRPER |  | LLAVAERYGL |  | SGSDVLDNVA |  | YARAFNTDHQ |
| TQLLYQASAM |  | MVESRYALLI |  | VDSATALYRT |  | DYSGRGELSA |  | RQMHLARFLR |
| MLLRLADEFG |  | VAVVITNQVV |  | AQVDGAAMFA |  | ADPKKPIGGN |  | IIAHASTTRL |
| YLRKGRGETR |  | ICKIYDSPCL |  | PEAEAMFAIN |  | ADGVGDAKD  |  |            |

A: Аланін

C: Цистеїн

D: Аспарагінова кислота

E: Глутамінова кислота

F: Фенілаланін

G: Гліцин

H: Гістидин

I: Ізолейцин

K: Лізин

L: Лейцин

M: Метіонін

N: Аспарагін

P: Пролін

Q: Глутамін

R: Аргінін

S: Серин

T: Треонін

V: Валін

Кодований геном білок за функцією належить до фосфопротеїнів. 
Задіяний у таких біологічних процесах, як пошкодження ДНК, репарація ДНК, рекомбінація ДНК, ацетилювання, альтернативний сплайсинг. 
Білок має сайт для зв'язування з АТФ, нуклеотидами, ДНК. 
Локалізований у цитоплазмі, цитоскелеті, ядрі, мітохондрії.